# Hyperion (måne)
För andra betydelser, se Hyperion (olika betydelser).
Hyperion (grekiska ‘Υπερίωνας) är en av Saturnus månar. Månen upptäcktes 1848 av William Cranch Bond, George Phillips Bond och William Lassell, och är uppkallad efter Hyperion, solgud i grekisk mytologi, son till Uranos och Gaia, far till Helios. Det tidigare namnet var Saturn VII.
Hyperion är solsystemets största satellit som inte är formad som ett klot. Formen är oregelbunden, nästan svampliknande. Månen är unik i sitt slag som den enda kända himlakropp i solsystemet med kaotisk rotation. Dess största krater är 10 kilometer djup och har en diameter på 120 kilometer.